# Банковский сертификат

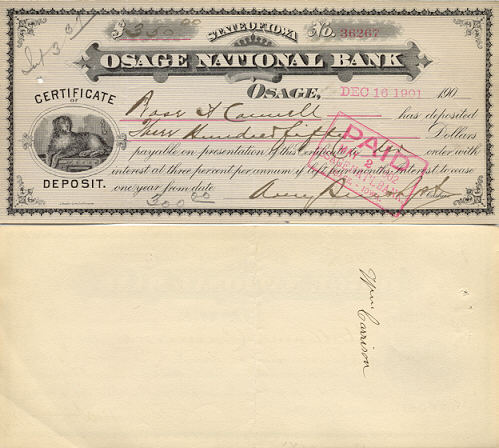
Банковский сертификат, выданный одним из американских банков

Банковский сертификат — один из видов ценных бумаг, который удостоверяет сумму внесенного вклада и права владельца на получение этой суммы и процентов по истечении установленного срока. Другими словами, это официальный документ банка, подтверждающий право требования денежных средств. Он также может быть составлен в письменной форме. Отличительная особенность сертификата заключается в том, что это единственный вид ценной бумаги, выпускать которую имеет право только коммерческий банк. Поставляемые банком сертификаты должны соответствовать предъявляемым требованиям (качественная бумага, наличие степени защиты), а также содержать необходимые реквизитные данные.
Банковские сертификаты делятся на сберегательные и депозитные. У всех банковских сертификатов есть срок обращения, после окончания которого владелец сертификата может потребовать сумму вклада и проценты. Банковские сертификаты выпускаются для привлечения дополнительных финансовых ресурсов.

## Описание
Федеральная служба по финансовым рынкам и Банк России устанавливают порядок регистрации банковского сертификата. Такие характеристики, как номинальная стоимость сертификата, срок его обращения, годовая процентная ставка по вкладу устанавливаются банком по итогам договоренности с покупателем сертификата. 
Банковские сертификаты отличаются от векселей правилами обращения. Банковский сертификат удостоверяет права вкладчика на получение суммы вклада и процентов по истечении установленного срока. Эмиссию сертификатов могут делать только банковские структуры для того, чтобы привлекать финансовые средства. В России депозитные и сберегательные сертификаты выпускаются только кредитными организациями. Порядок их выпуска и обращения регламентируется указанием Банка России от 31 августа 1998 года № 333-У «О внесении изменений и дополнений в письмо Центрального банка России от 10 февраля 1992 года № 14-3-20 «О депозитных и сберегательных сертификатах банков». Выпуск сертификатов производится в рублях.
1,76 % и 1,04 % банковских сертификатов были выпущены Первобанком и ЦентроКредит банком. Проценты по Сберегательному (депозитному) сертификату Сбербанка России составляют от 0,01 до 7,10% в рублях в зависимости от суммы и срока вклада. Банковские сертификаты по степени защищенности уступают только государственным ценным бумагам. Выпуск сертификатов могут осуществлять банки, которые ведут свою деятельность не меньше 2 лет. 
Выпуск банковских сертификатов оговаривается с Центральным банком.
Существует два типа банковских сертификатов — сберегательные и депозитные. 
Сберегательный и депозитный сертификаты являются именными документарными ценными бумагами, удостоверяющими факт внесения вкладчиком в банк суммы вклада на условиях, указанных в соответствующем сертификате, и право владельца такого сертификата на получение по истечении установленного сертификатом срока суммы вклада и обусловленных сертификатом процентов в банке, выдавшем сертификат. 
Владельцем сберегательного сертификата может быть только физическое лицо, в том числе индивидуальный предприниматель. Владельцем депозитного сертификата может быть только юридическое лицо. Банковские сертификаты могут выдаваться на предъявителя или быть именными. Сертификат предъявляется к оплате в кредитной организации или в любом ее филиале. В период 2012—2013 годов наибольшей популярностью пользовались сберегательные сертификаты, срок погашения которых составил 1-3 года.
Также сертификаты бывают разовыми и серийными. Каждый вкладчик получает разовую ценную бумагу, которая изготовляется индивидуально для него. Выпускаются партиями серийные облигации, которые рассчитаны на широкий круг лиц, имеющих право их приобрести.
Депозитные сертификаты используются сроком до одного года, а сберегательные на любое количество дней в диапазоне от трех месяцев до трех лет. Срок хранения ценной бумаги не продлевается. Банковский сертификат нельзя использовать в качестве средства для расчета за услуги или товары.
Обычно по сберегательному сертификату минимальный вклад меньше, чем по депозитному сертификату. По последнему, осуществляются только безналичные расчеты. Если сравнивать простой срочный вклад и банковский депозитный сертификат, то преимущества последнего заключаются в том, что когда юридическое лицо совершает покупку такого сертификата, не нужно тратить время на очень многие формальности, которые существуют при открытии депозитного счета. Есть разница между налогообложением ценных бумаг и депозитов. Когда только фондовый рынок формировался, для ценных бумаг применялось льготное налогообложение. Проценты по сберегательному или депозитному сертификату устанавливаются и выплачиваются на утвержденных банком условиях и в сроки, определенные сберегательным или депозитным сертификатом.
Банковский сертификат имеет фиксированную процентную ставку, которую кредитная организация не имеет права изменить в одностороннем порядке. Выплата процентов осуществляется одновременно с погашением сертификата при его предъявлении. При досрочном обналичивании сертификата банк выплачивает доход в соответствии с процентными ставками, установленными по вкладу до востребования.
На 1 ноября 2013 года объем рынка сберегательных сертификатов превысил 171 миллиард рублей. Английским банком «English Barclay’s» было выпущено депозитных сертификатов на 33 миллиарда долларов. В Канаде банковские сертификаты составляют 50 % банковских пассивов.
На западе депозитные сертификаты выдаются частным и юридическим лицам, в России — юридическим лицам и частным предпринимателям.
На бланке банковского сертификата должно быть указано, к какому типу банковских сертификатов он относится — депозитному или сберегательному. Должна быть обозначена причина выдачи сертификата — внесение вклада или внесение депозита. Прописью и цифрами указывается размер депозита или сберегательного вклада, отмечается дата его внесения. Банковский сертификат содержит информацию о сумме процентов, которая должна быть выдана, обязательство о возвращении депозита или вклада. Также должны присутствовать подписи двух лиц и стоять печать банка.
Банк, который занимается выдачей сертификата, может поместить на его бланке дополнительную информацию, которая не противоречит действующему законодательству.
При выписке банковского сертификата заполняются все реквизиты его корешка. После отделения корешка от сертификата, корешок хранится в банке. Если у банковского сертификата нет корешка, то в специальный банковский журнал вносится информация о выпущенных сертификатах.
Права по ценной бумаге могут уступаться одним лицом другому. По сертификату на предъявителя эта уступка осуществляется без переоформления - простым его вручением другому лицу. По именному сертификату - оформляется через цессию (Цессия – переуступка прав. Через цессию передаются права требования долга. Также цессией называется передача прав по ценным бумагам, в том числе облигациям).
Многие банки РФ в текущем году[когда?] прекратили операции, связанные со сберегательными сертификатами. Это обусловлено законодательными поправками. Последние запрещают продажу ценных бумаг с опцией "на предъявителя". Такие документы в обязательном порядке должны быть именными (С 1 июня 2018 года вступили в силу поправки в Гражданский кодекс, которые исключают возможность реализации ценных бумаг на предъявителя. Теперь сберегательные сертификаты могут быть только именными и включаются в систему обязательного страхования вкладов. Держателями депозитных сертификатов могут быть только юридические лица, и такие сертификаты не застрахованы).